# Henicocnemis
Henicocnemis is een geslacht van wantsen uit de familie van de Miridae (Blindwantsen). Het geslacht werd voor het eerst wetenschappelijk beschreven door Carl Stål in 1860.

## Soorten
Het genus bevat de volgende soorten:

- Henicocnemis albitarsis Stal, 1862
- Henicocnemis alboornatus Distant, 1884
- Henicocnemis amazonica Carvalho & Costa, 1993
- Henicocnemis bolivianus Carvalho & Fontes, 1972
- Henicocnemis carmelitanus Carvalho, 1985
- Henicocnemis castaneus Carvalho, 1985
- Henicocnemis conspurcata Carvalho & Gomes, 1970
- Henicocnemis egeri Carvalho & Costa, 1994
- Henicocnemis fasciatus Carvalho, 1985
- Henicocnemis guttulosus Carvalho, 1985
- Henicocnemis luctuosus (Stål, 1860)
- Henicocnemis patellata Stål, 1860
- Henicocnemis peruvianus Carvalho, 1976
- Henicocnemis tucumanus (Berg, 1883)